# Béla Goldoványi

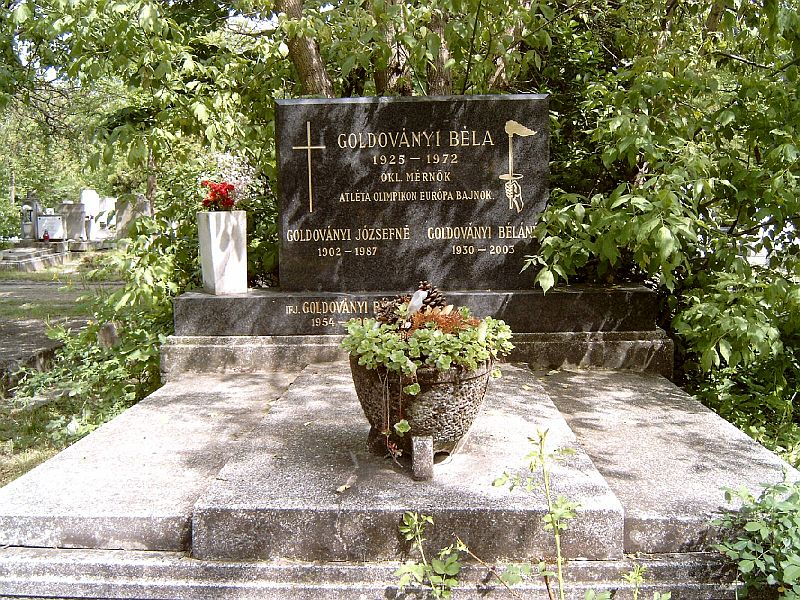
Goldoványis Grab in Budapest.

Béla Goldoványi (* 20. Dezember 1925 in Budapest; † 16. November 1972 ebenda) war ein ungarischer Leichtathlet, der sich auf den 100-Meter-Lauf spezialisiert hatte und international vor allem als Staffelläufer erfolgreich war.
Goldoványi belegte bei den Olympischen Spielen 1948 in London mit der ungarischen 4-mal-100-Meter-Staffel den vierten Platz. Im 100-Meter-Lauf schied er dagegen in der Viertelfinalrunde aus. Bei den Olympischen Spielen 1952 in Helsinki gewann die ungarische Staffel in der Aufstellung László Zarándi, Géza Varasdi, György Csányi und Béla Goldoványi die Bronzemedaille hinter der US-amerikanischen und der sowjetischen Mannschaft. Über 100 Meter erreichte Goldoványi erneut die Viertelfinalrunde.
Bei den Europameisterschaften 1954 in Bern gelang ihm der Titelgewinn in der 4-mal-100-Meter-Staffel. Die ungarische Mannschaft stellte in der Olympiabesetzung von 1952 mit einer Zeit von 40,6 s einen Meisterschaftsrekord auf und verwies die britische und die sowjetische Staffel auf die Plätze. Bei seiner dritten und letzten Olympiateilnahme 1956 in Melbourne trat Goldoványi im 100-Meter-Lauf, 200-Meter-Lauf und mit der Staffel an, erreichte jedoch in keinem der Wettbewerbe das Finale.